# 漥寺

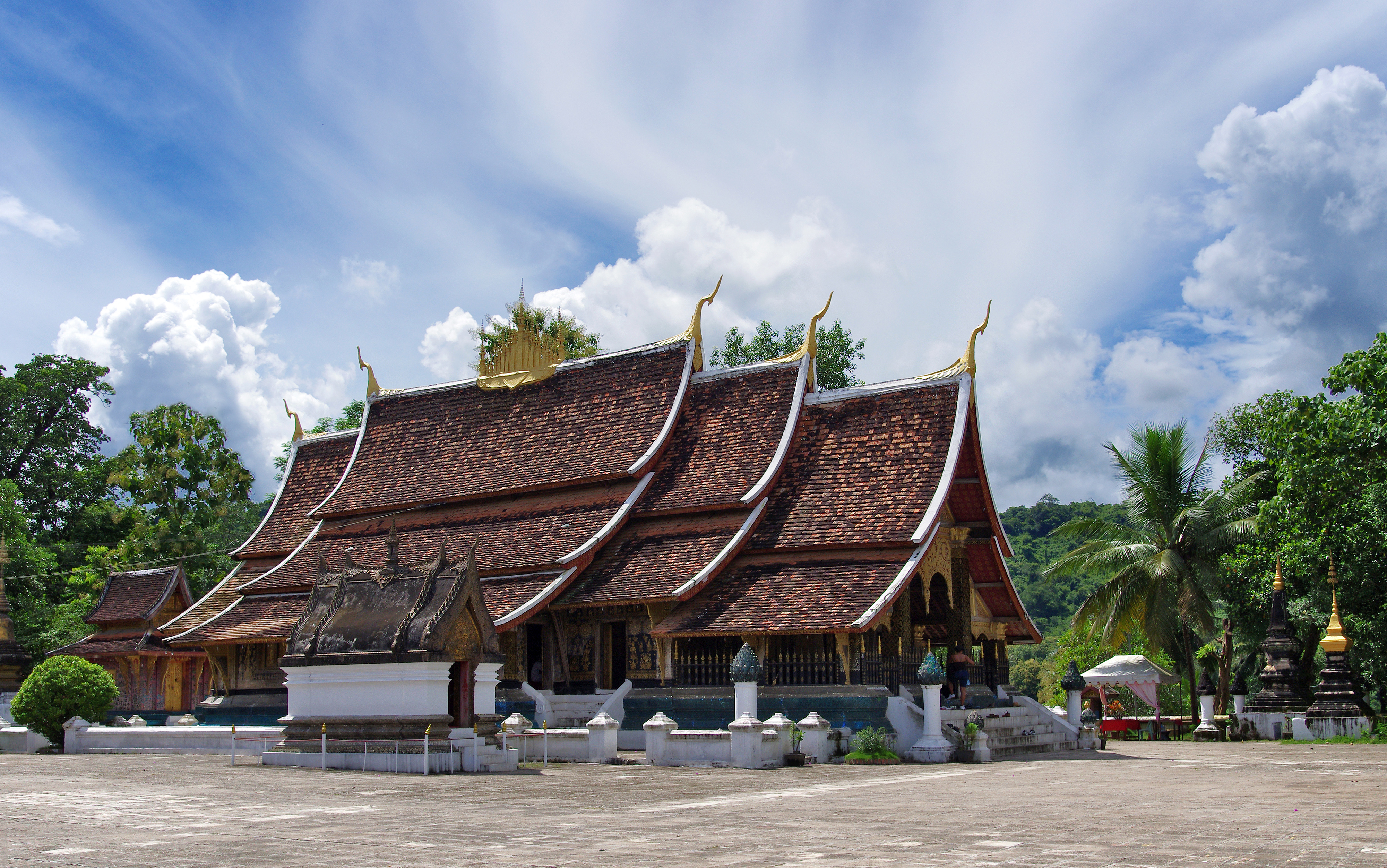
老挝香通寺

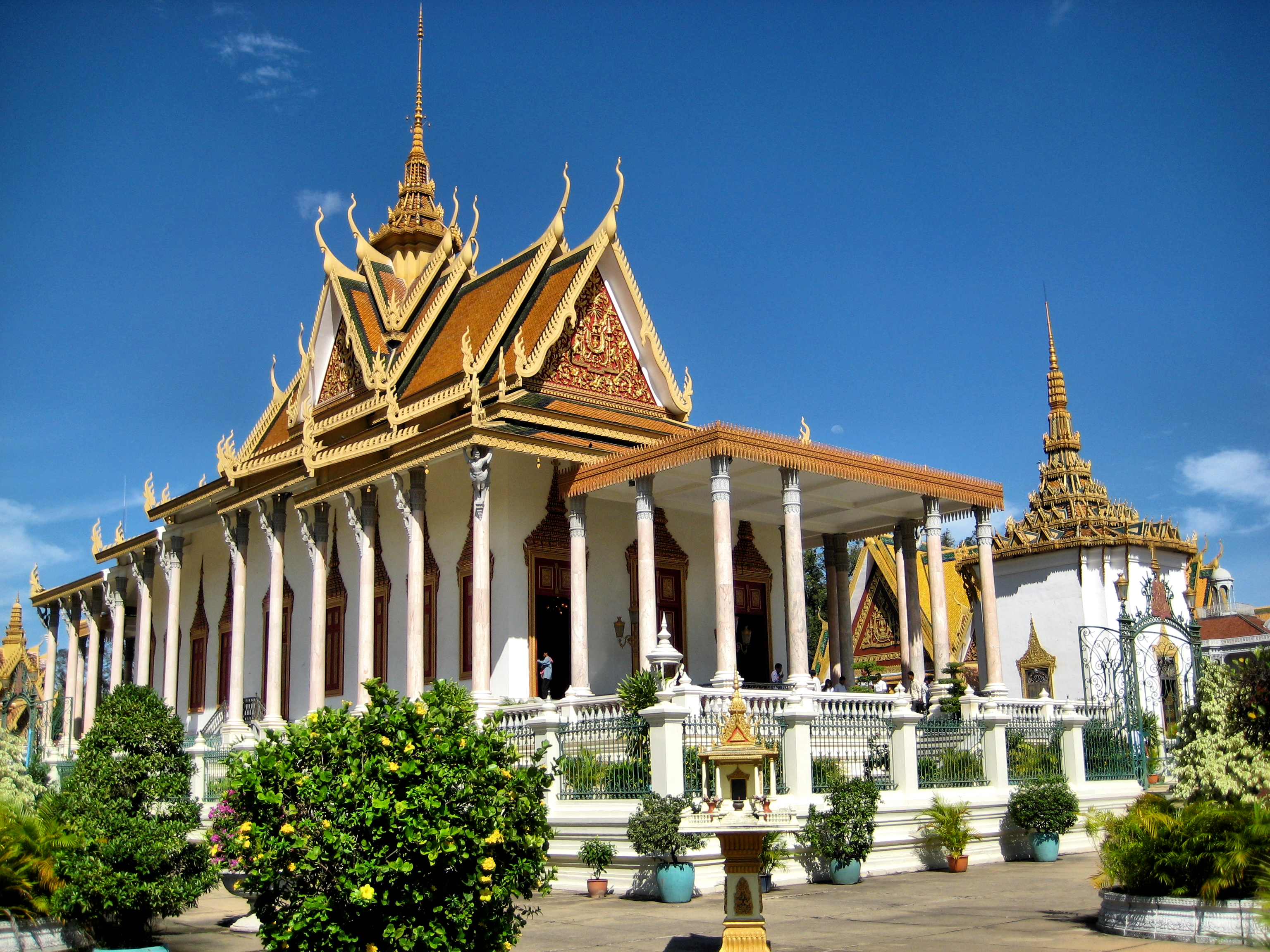
柬埔寨银佛塔

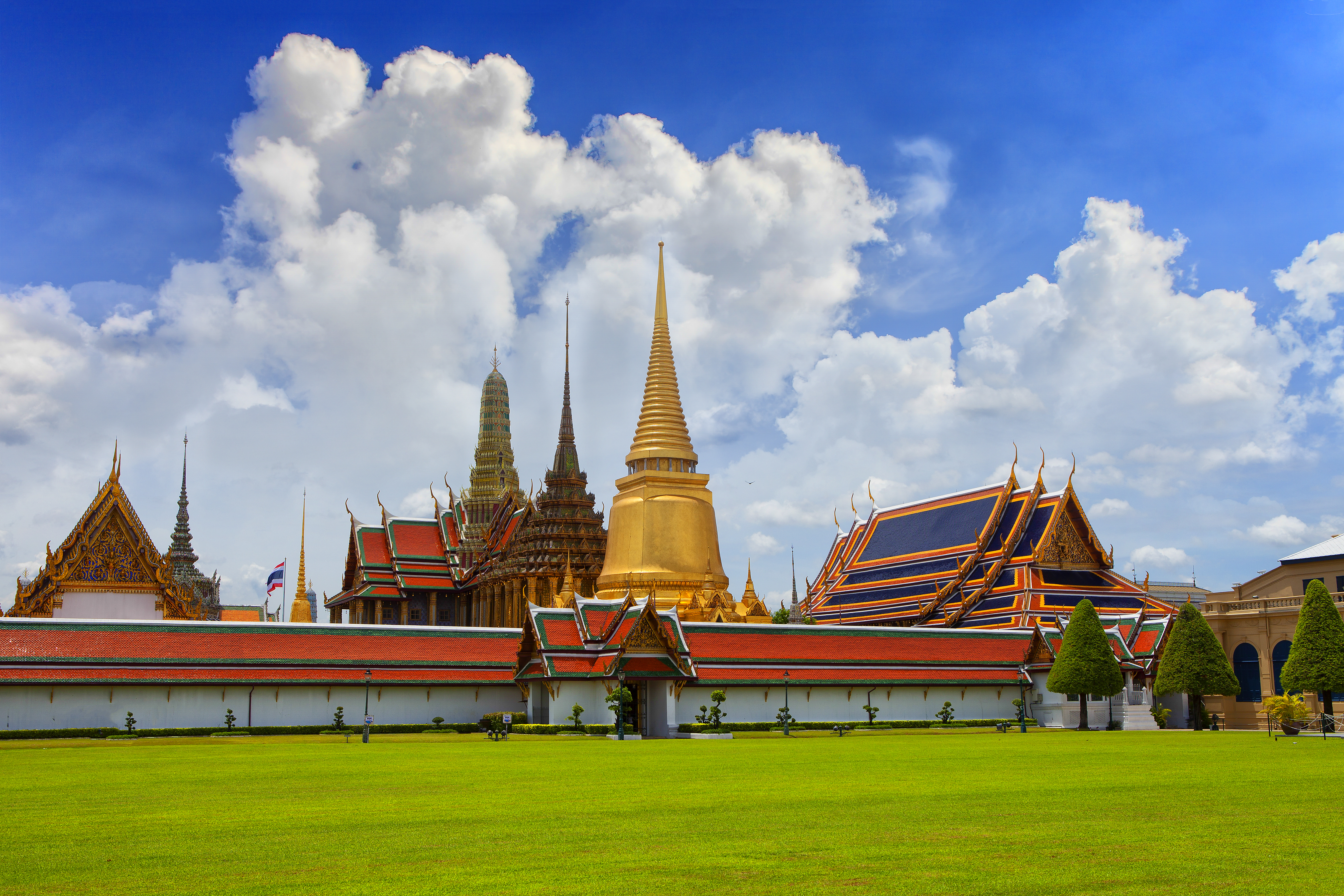
泰国玉佛寺

漥寺（窪寺，經書文：ᩅ᩠ᨯ᩶ wat，派汶拼音：wát，發音：[wát]，羅馬化：vŏət）又称暹寺、傣寺、泰寺、高棉寺、佛寺等，泰国华人又音译为越，是东南亚大陸上座部佛教和印度教的寺院类型，主要分佈在泰國、柬埔寨、老撾、越南南部、雲南南部以及撣邦東部的傣族地區（以西雙版納和景棟爲核心）。

## 詞源和释义
佛寺在東南亞地區一般稱為毗訶羅，漢文翻譯爲精舍。
此外，還有兩種稱呼較為常見，一是源自缅甸语，经由傣那語进入汉语的“奘”（羅馬化：caùñ），漢語稱奘房、緬寺，另一是源自巴利语、高棉语，经由傣仂語进入汉语的“漥”（羅馬化：wat），漢語稱漥寺、佛寺。
“漥”（wat）的詞源是梵語（vāṭa），本意是外圍、圍欄、圍墻、圍場，引申為“圍起來的道場”。這一稱呼流行于原孟艮府的傣痕、傣仂、傣沅（Tai Yuan）等泰傣民族南支地區，以及老挝、柬埔寨、越南南部地區，對應老傣仂文“ᩅᨯ᩠ᨰ”（waD+Dha）、“ᩅᨯ᩠ᨵ”（waD+dha）、新傣仂文“ᦞᧆ”，傣耶語（wâ̰t）。

## 布局
一座典型的洼寺建筑群包括如下部分：
- 钟楼（[pɑːm cuəŋ]；泰語： ho rakhang）
- 鼓楼
- 精舍，vihear，wihan：面向公众的礼佛处。
- 戒堂，Bot，ubosot（源于巴利文具足戒），sim：或大殿，诵经场所，僧人受戒处。建筑外形与精舍类似，或较精舍华丽。四周摆放八块镇邪石。旧称Ubaosathakeaor，Rorng Ubaosoth。
- 支提，Chedei，Chedi，that，源于梵文制多（chaitya，意为灵庙、神龛、塔堂）：舍利塔，通常是圆锥形或钟形。不过许多柬埔寨寺庙的窣堵坡是以寺庙神龛的风格建造的。
- Chantakhara：存放火种和水源。
- Hong Song Nam，Wachak Kod，Watcha Kudi，than：厕所。
- Ho trai（英语：Ho trai）：藏经楼。
- Kappapiya Kudi：储藏室，公共空间
- Kod，Kut, Kutti, Kuti, Kati：僧舍，僧侣起居处。
- Mondop（英语：Mondop）（源于梵文曼达坡（英语：Mandapa））：四面拱形，开放的亭子，金字塔尖顶，用于供奉经文或圣物。
- 池塘（高棉語： - Srah；寮語： Sa Nam；泰語： Sa Nam）：方形池塘，可栽种莲花。部分寺庙的池塘中央设目支邻陀像。
- 凉亭（英语：Sala (Thai architecture)）（源自梵文 śālā）[5]：供人休息的开放式亭子，在柬埔寨亦用于讲经。

高规格的洼寺屋顶会修成尖塔形，高棉语称bosbok，装饰元素包括三角楣饰、那伽蛇头、天束等。屋顶的侧立面会装饰迦楼罗或紧那罗雕塑。殿前会有一对狮子雕像，寺庙大门周围会有那伽雕塑。大殿内部的壁画一般描绘释迦牟尼的故事。多使用金水漏印图案装饰门板、窗板、柜子、天花板等木构部件。

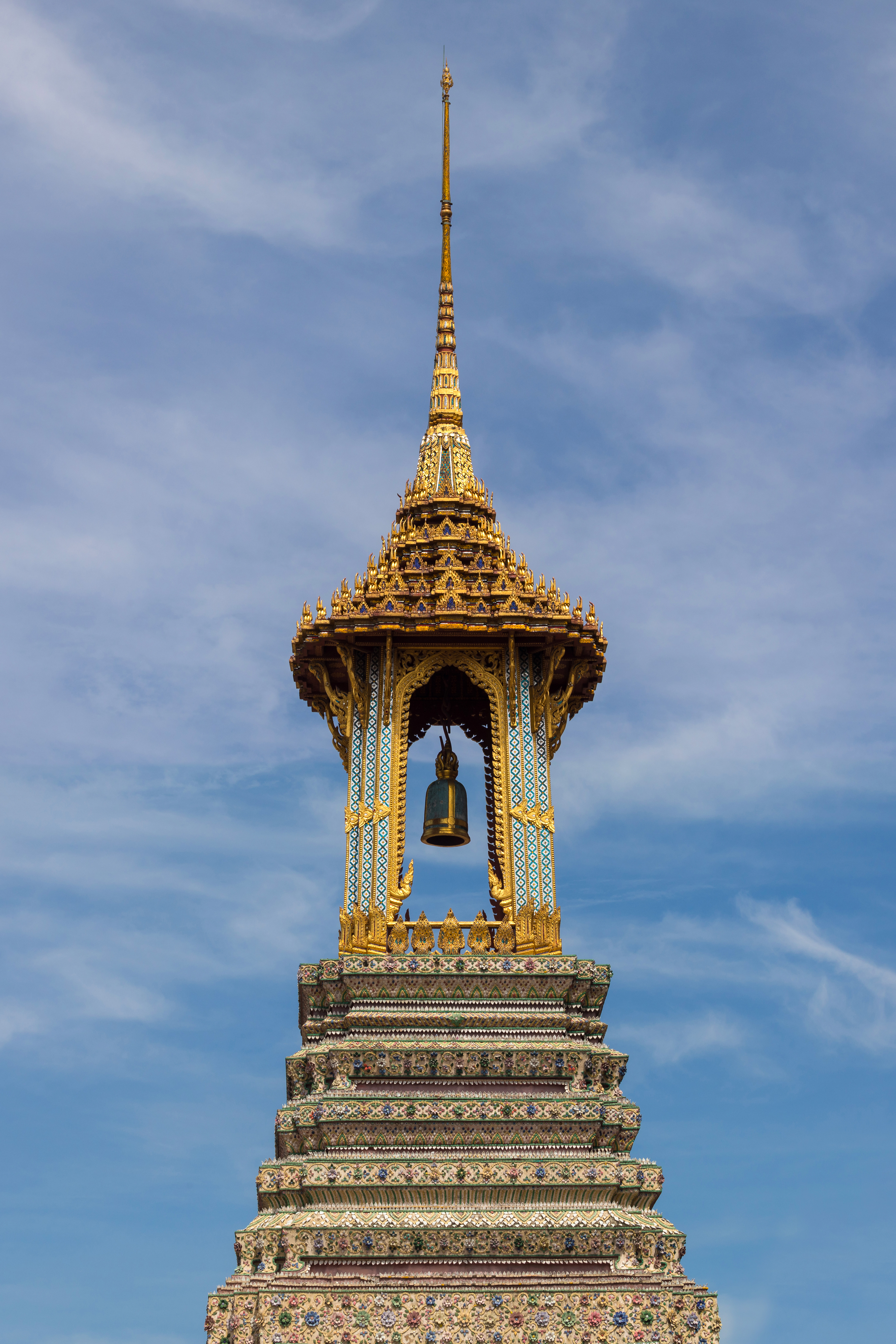
曼谷玉佛寺的钟楼
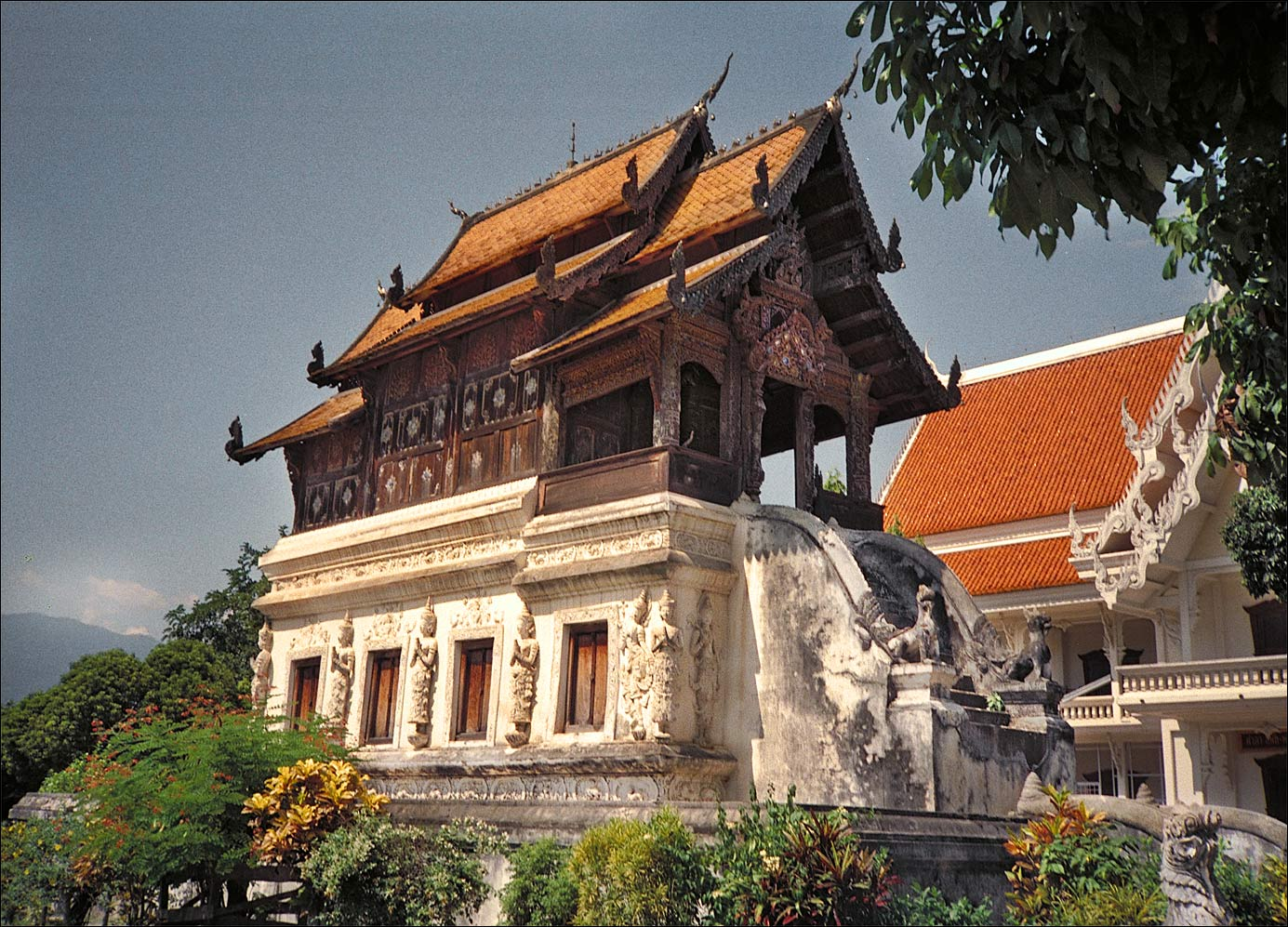
清迈帕邢寺藏经楼
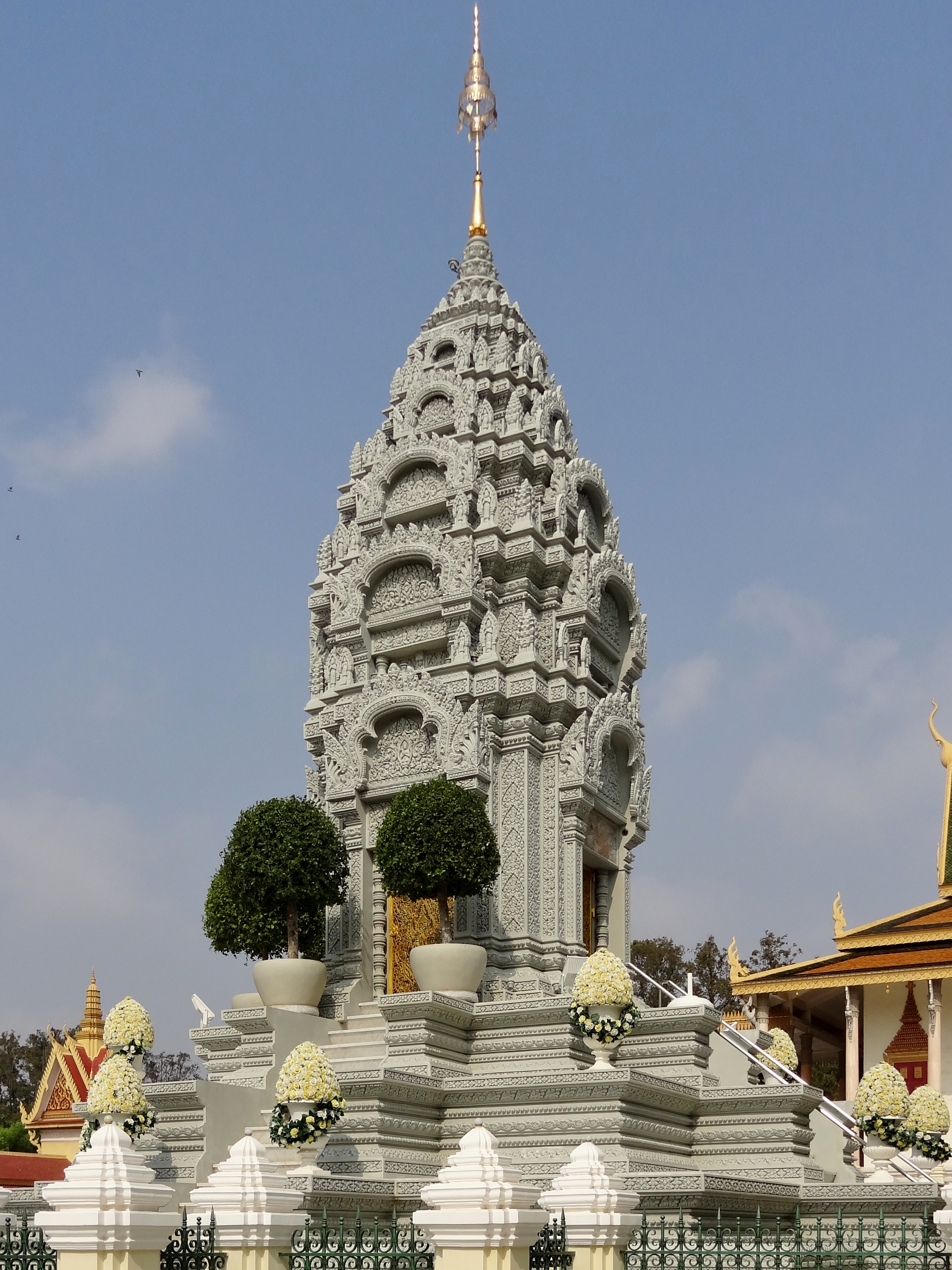
金边银佛寺舍利塔
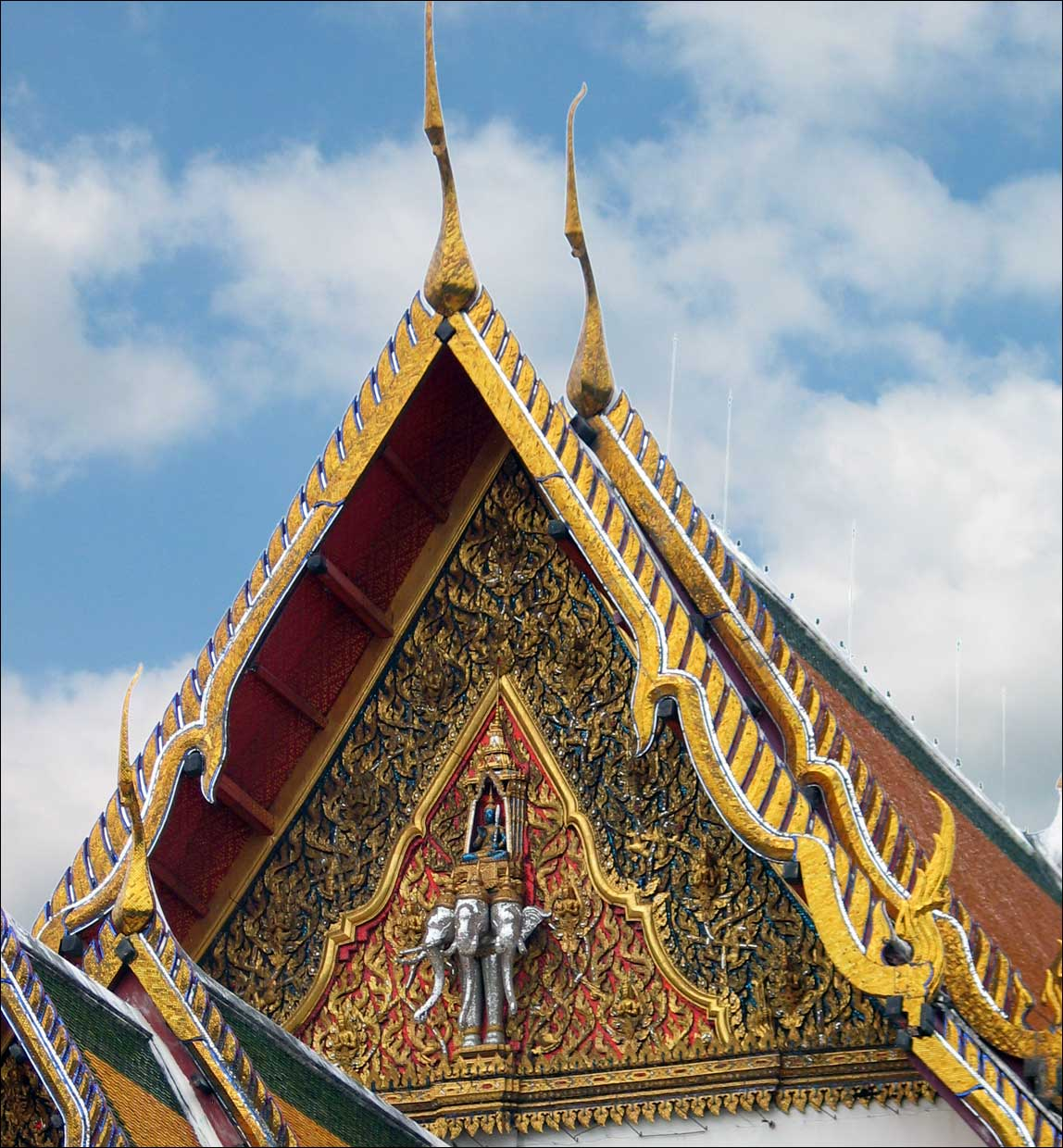
曼谷苏泰寺的天束

## 著名佛寺

### 泰国
- 曼谷苏泰寺（Wat Suthat）
- 曼谷雲石寺（Wat Benchamabophit）
- 曼谷王孙寺（Wat Ratchanatdaram）
- 曼谷玉佛寺（Wat Phra Kaew）
- 曼谷黎明寺（Wat Arun），又称郑王寺
- 曼谷帕徹獨彭大寺院（Wat Phra Chettuphon Wimonmangkhlaram Ratchaworamahawihan），又称菩提寺（Wat Pho）、大卧佛寺
- 曼谷金山寺（Wat Saket Ratcha Wora Maha Wihan）
- 清迈素贴寺（Wat Phra That Doi Suthep），又叫双龙寺
- 清迈清曼寺（Wat Chiang Man）
- 清迈契迪龙寺（Wat Chedi Luang），又叫大佛塔寺
- 清迈帕邢寺（Wat Phra Singh）
- 南邦南邦鑾舍利寺（Wat Phra That Lampang Luang），又称南邦舍利寺、南邦大舍利寺
- 难府蒲綿寺（Wat Phumin），又译爲普民寺
- 佛统佛统大塔（Phra Pathom(-ma) Chedi）

### 柬埔寨
- 金边银佛塔寺（Wat Preah Keo）
- 金边塔山寺（Wat Phnom）
- 金边乌那隆寺（Wat Ounalom）
- 金边大官寺（英语：Wat Moha Montrey）（Wat Moha[7]）
- 金边波東寺（Wat Botum）
- 金边兰卡寺（Wat Langka）
- 三博百柱大精舍寺（Vŏət Vihiə Thom Sɑsɑɑ Muəyroy）
- 暹粒吳哥窟（Angkor Wat）

### 老挝
- 万象塔鑾（Pha That Luang）
- 琅勃拉邦香通寺（Wat Xieng Thong)，义爲金城寺[8]

### 马来西亚
- 槟城卧佛暹寺（英语：Wat Chaiyamangkalaram）（Wat Chaiya Mangkalaram）

## 註释参考
1. ↑  林明明（Korawan Phromyaem）. . 華東師範大學. 2016年  [2023-02-25]. （原始内容存档于2023-02-25） （中文（繁體））.
2. ↑  见维基词典【วัด】
3. ↑  . Oxford Dictionaries. Oxford University Press.
4. ↑  . Merriam-Webster Dictionary.
5. ↑  . Spoken Sanskrit Dictionary.   [2012-06-11]. （原始内容存档于2016-03-04）.
6. ↑  王艳琦. . 哲学与人文科学: 65–69.   [2023-07-01]. doi:10.16230/j.cnki.yyxb.2014.02.016. （原始内容存档于2023-07-01）.
7. ↑  Moha即摩诃（mahā，大）在高棉语裡的变形
8. ↑  瑯勃拉邦遊之一：博物館、香通寺、夜市 （页面存档备份，存于），夏曙芳，华府新闻日报